# Cryptum
 (mars 2012).
Si vous disposez d'ouvrages ou d'articles de référence ou si vous connaissez des sites web de qualité traitant du thème abordé ici, merci de compléter l'article en donnant les références utiles à sa vérifiabilité et en les liant à la section « Notes et références ».
Cryptum (titre original : Cryptum) est un roman écrit par Greg Bear, sorti en janvier 2011. Il marque le début d'une trilogie constituant la saga Forerunner dont le deuxième s'intitule Primordium. Il raconte les évènements précédant la fin de la civilisation Forerunner.

## Résumé
Il y a 100 000 ans, les Forerunners dominaient la galaxie, suivant les préceptes du Manteau.
Un jeune Forerunner de la caste des Manipulateurs, Novelastre, se rend sur la Terre, alors connue sous le nom Erdé-Tyrène, afin de découvrir des artéfact des Précurseurs, une espèce extra-terrestre censée avoir créé toutes les espèces intelligentes connues de la galaxie. Avec quelques humains, il se rend sur un site censé abriter l'Organon, sorte de Saint-Graal des archéologues et aventuriers. Ce qu'il ignore, c'est qu'il a été manipulé par son IA, qui appartenait autrefois à la Bibliothécaire, la membre la plus prestigieuse de caste des Biotechniens, afin qu'avec l'aide des humains, autrefois les ennemis des Forerunners, il réveille le Didacte. Celui-ci est le plus puissant de tous les Serviteurs-Combattants et son retour permettrait d'empêcher le Maître-Bâtisseur, Faber, de déclencher l'arme de destruction absolue, la plus grande violation des préceptes du Manteau : Halo.